# Alexander Anatoljewitsch Chartschikow
Alexander Anatoljewitsch Chartschikow (russisch Александр Анатольевич Харчиков; * 21. Dezember 1949, im Dorf Kenscha, Rajon Nikolsk, Oblast Pensa; † vor oder am 7. Januar 2023) war ein russischer Liedermacher. Seine Lieder waren nationalistisch und kommunistisch ausgerichtet.

## Leben
Chartschikow besuchte die Mittelschule in Saransk, Mordwinische ASSR, und anschließend die Mordwinische Staatsuniversität. Chartschikow arbeitete danach als Ingenieur in etlichen Betriebswerken. Im Jahre 1968 war er als Soldat in Ägypten stationiert, wurde verwundet und erhielt die Medaille «За отвагу» (Für Tapferkeit).
In den 1990er-Jahren erlangte er überregionale Bekanntheit, nachdem einige seiner Werke in der nationalistischen Radiosendung 600 Sekunden (Moderator Alexander Newsorow) ausgestrahlt worden waren. Seine Lieder erschienen auf Kassetten und CDs, die in der UdSSR und im Ausland verkauft wurden. Die meisten Texte seiner Lieder schrieb er selbst. Seine Lieder wurden mit denen von Ernst Busch verglichen. Chartschikow hat 31 Alben veröffentlicht. 28 davon befassen sich mit den Themen des Kommunismus, Nationalismus und Nationalkommunismus. Viele seiner Fans waren Gegner der Regierung Putin. Er wohnte in Sankt Petersburg.

## Positionen
In seinem Lied Zum Andenken Stalins nannte er Stalin „unseren russischen Georgier und Vater“, die Sowjetmacht „unsere Schwester und Freundin“. In seinem Lied Lenins Schutz (В защиту Ленина) nannte er Wladimir Lenin einen „großen Führer“, und den heutigen Präsidenten Russlands den „Feind Nr. 1“. Chartschikow kritisiert das heutige Russland als „liberales Joch“ und verurteilt den Liberalismus als „Tod, Seuche, Hunger und Angst, Peitsche und Schande“ und mit anderen schmähenden Begriffen. Die Marktwirtschaft lehnte er ebenfalls ab, da „der Machthaber des Marktes der Satan“ sei.
Chartschikow kritisierte die Verehrung von Dissidenten aus der sowjetischen Zeit sowie das Gedenken an Arbeitslager und Persönlichkeiten wie Gorbatschow, Jelzin, Solschenizyn, Scharanski und Putin. Dagegen begeisterte er sich für Juri Dmitrijewitsch Budanow sowie für Alexander Grigorjewitsch Lukaschenko und rief Letzteren in seinem ihm gewidmeten gleichnamigen Lied nach Moskau, um Russland durch die Smuta zu führen. Auch lobte er die „wahren Soldaten des Reiches“, zu denen er Tscheslaw Mlynnik zählt, der sich im Jahre 1991 als Befehlshaber des lettischen OMON heftig der Abspaltung der sowjetischen Republik widersetzte und vom lettischen Staat gesucht und des Mordes beschuldigt wird.
Alexander Chartschikow brachte seine Begeisterung für Muammar al-Gaddafi im von dem Aufstand in Libyen 2011 inspirierten Lied Dem libyschen Volke zum Ausdruck. Dort sagte er den Bösewichten des Globalismus einen Alptraum und der Koalition, dem Kolonial-Schwarm (russisch колониальное ято), der sich auf den Kreuzzug gemacht habe, einen Gegenangriff voraus. Die Wahrheit und der Ruhm seien, so Chartschikow, mit Gaddafi.
Einige Lieder, in denen Chartschikow zur „slawischen Einheit“ und zur Wiederherstellung der alten Grenzen aufrief, sind der Kaiserzeit gewidmet.